# Fimbrios smithi
Fimbrios smithi — вид змій родини ксенодермових (Xenodermidae). Ендемік В'єтнаму. Вид названий на честь британського герпетолога Малкольма Артура Сміта.

## Поширення і екологія
Fimbrios smithi відомі за типовим зразком, зібраним в Національному парку Фонг-Ня-Ке-Банг в провінції Куангбінь в Центральному В'єтнамі, на висоті 350 м над рівнем моря. Вони живуть у вічнозелених тропічних лісах, що ростуть серед вапнякових скель.